# مکزیکانا دی اویاسیون

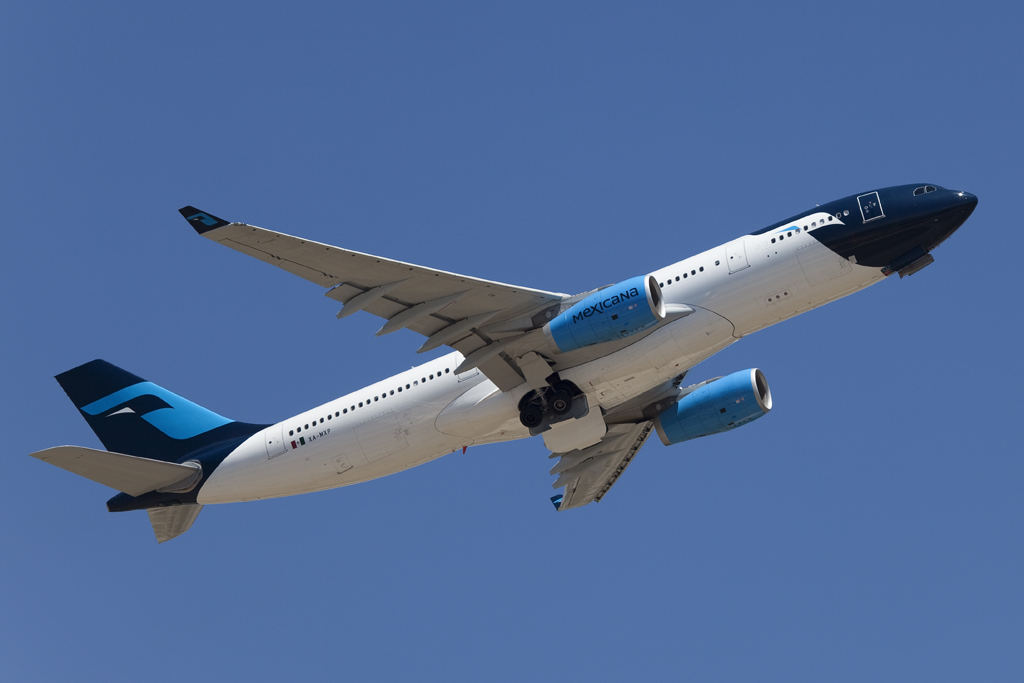
هواپیمای ایرباس ای۳۳۰ متعلق به مکزیکانا دی اویاسیون

مکزیکانا دی اویاسیون (به اسپانیایی: Mexicana de Aviación) شرکت هواپیمایی مکزیکی است، که در سال ۱۹۲۱ تأسیس شد و هم‌اکنون به‌عنوان قدیمی‌ترین خطوط هواپیمایی آمریکای شمالی شناخته می‌شود و پس از شرکت‌های کی‌ال‌ام، اویانکا و کانتاس، در رتبه چهارم از قدیمی‌ترین شرکت‌های هواپیمایی جهان قرار دارد.
دفتر مرکزی این شرکت در شهر مکزیکو سیتی قرار دارد و فرودگاه بین‌المللی کانکون، کینتانا رو، فرودگاه بین‌المللی دن میگوئل هیدالگو وای کوستیا و فرودگاه بین‌المللی مکزیکو سیتی، قطب‌های این شرکت هواپیمایی به‌شمار می‌آیند.
شرکت مکزیکانا دی اویاسیون در حال حاضر روزانه به ۴۸ مقصد، در آمریکای شمالی، آمریکای مرکزی و کارائیب، اروپا و آمریکای جنوبی پروازهای مستقیم دارد. این شرکت در سال ۲۰۰۹ بیش از ۱۱ میلیون مسافر را منتقل نموده‌است. خطوط هواپیمایی مکزیکانا در حال حاضر در ناوگان هوایی خود، دارای ۶۸ فروند هواپیمای جت مسافربری می‌باشد.